# Undank ist der Welt Lohn

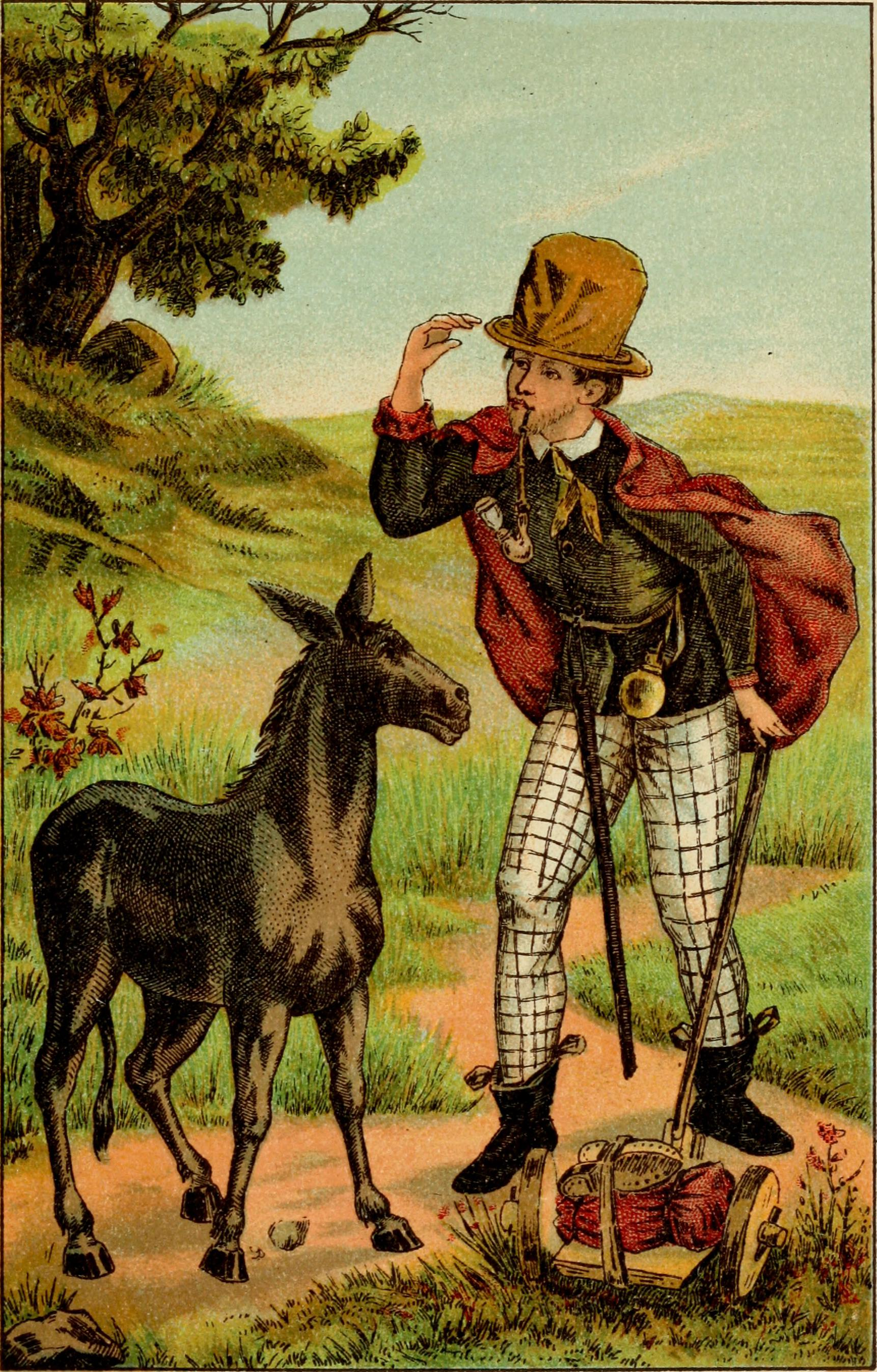
Illustration, 1890

Undank ist der Welt Lohn ist ein Märchen (AaTh 130). Es steht in Ludwig Bechsteins Neuem deutschen Märchenbuch an Stelle 35.

## Inhalt
Ein Bäckergeselle muss gehen, weil er zu ehrlich ist. Unterwegs trifft er einen Esel, einen Hund, eine Katze und einen Hahn, alle im Alter verstoßen. Er lässt den Hund auf dem Esel reiten, darauf die Katze und schließlich den Hahn. So stürmen sie eine Hochzeit, der Wirt flieht, nachts schleicht er herein, doch die Tiere verjagen ihn. Morgens entschuldigt sich der Bäckergeselle bei ihm, sie leben zusammen in der Wirtschaft.

## Herkunft
Bechstein verortet das Märchen mündlich im oberen Saaletal und vergleicht es mit Grimms Die Bremer Stadtmusikanten. Hans-Jörg Uther sieht keine direkte Quelle, lediglich Strukturähnlichkeiten bei Hans Sachs und Georg Rollenhagen. Der Text ist voller Sprichwörter – „Undank ist der Welt Lohn!“, so kommen die Reisenden überein. Der Esel wird erst als alter Mann geschildert, der sich als „armer alter Esel“ vorstellt. Der Geselle meint, der Hund heiße vielleicht „alter Sultan“ (wie in Der alte Sultan) und kennt ein Märchen Die dankbaren Tiere. Der Esel zitiert Gottfried August Bürgers Gedicht Die Esel und die Nachtigallen:
 „Es gibt viel Esel, welche wollen

 Daß Nachtigallen tragen sollen,

 Des Esels Säcke hin und her;

 Ob nun mit Recht, fällt mir zu sagen schwer.

 Dies weiß ich: Nachtigallen wollen

 Nicht, daß die Esel singen sollen.“
Anders sind Heinrich Pröhles Märchen Undank ist der Welt Lohn, Konrad von Würzburgs Verserzählung Der Welt Lohn.